# Asher Angel
Asher Angel (sinh ngày 6/9/2002) là nam diễn viên người Mỹ. Anh bắt đầu sự nghiệp với tư cách là một diễn viên nhí trong phim Jolene (2008, có Jessica Chastain tham gia). Năm 2019, anh vào vai William “Billy” Batson / Shazam của DC Comics (cùng với Zachary Levi) trong phim siêu anh hùng Shazam! (2019).

## Thời thơ ấu
Angel sinh ra tại bang Arizona. Cha mẹ anh là ông Jody và bà Coco Angel. Gia đình anh có ba người còn, Asher là anh cả, dưới anh có một em trai và một em gái. Asher là người Do Thái.